# دوغلاس بوتشر
دوغلاس بوتشر (15 مايو 1876 - 4 يوليو 1945) (بالإنجليزية: Douglas Butcher)‏ هو لاعب كريكت بريطاني (وحمل سابقاً جنسية المملكة المتحدة لبريطانيا العظمى وأيرلندا).